# MC Mong
Shin Dong-hyun, noto come MC Mong (in hangŭl 엠씨 몽) (Seul, 4 settembre 1979), è un rapper e cantante sudcoreano.

## Discografia

### Album studio
- 2004 - 180 Degree
- 2005 - His Story
- 2006 - The Way I Am
- 2008 - Show's Just Begun
- 2009 - Humanimal
- 2014 - Miss Me or Diss Me

### Raccolte
- 2004 - Best Of Best : Red Hot + Cool 2004-1998 New Arrival (con People Crew)

### EP
- 2015 - Song for You